# Lech Tadeusz Januszkiewicz
Lech Tadeusz Januszkiewicz (ur. 20 września 1955 we Wrocławiu) – polski matematyk, nauczyciel akademicki, członek rzeczywisty Polskiej Akademii Nauk. Specjalizuje się w geometrii, topologii i geometrycznej teorii grup.

## Życiorys
Urodził się w 1955 roku we Wrocławiu. Po ukończeniu szkoły średniej podjął studia na Wydziale Matematyki, Fizyki i Chemii Uniwersytetu Wrocławskiego, które ukończył w 1978 roku magisterium. Bezpośrednio po zakończeniu studiów rozpoczął pracę w Instytucie Matematycznym Uniwersytetu Wrocławskiego. Stopień naukowy doktora nauk matematycznych otrzymał w 1984 roku na podstawie pracy pt. Characteristic invariants of non−compact riemannian manifolds, napisanej pod kierunkiem prof. A. V. Phillipsa z SUNY Stony Brook (Stany Zjednoczone). Stopień naukowy doktora habilitowanego uzyskał w 1993 roku na Uniwersytecie Wrocławskim na podstawie rozprawy pt. Geometria i topologia rozmaitości związanych z grupami nieskończonymi. W 2003 roku uzyskał tytuł profesora nauk matematycznych.
W latach 1998–2000 był zatrudniony na specjalnym stanowisku badawczym w Instytucie Matematycznym PAN, w latach 2000-2010 pracował tam na części etatu, a od 2010 na całym etacie, w latach 2010-2018 jako zastępca dyrektora tej placówki.  W latach 2003–2010 był profesorem w Ohio State University. 
Od 2016 był członkiem korespondentem Polskiej Akademii Nauk, od 2022 jest członkiem rzeczywistym tej instytucji.
Jest członkiem Komitetu Redakcyjnego Colloquium Mathematicum, Komitetu Matematyki PAN. Był członkiem Rad Naukowych Instytutu Matematycznego PAN i Centrum Banacha. Jest cenionym wychowawcą młodzieży, współpracuje z Krajowym Funduszem na rzecz Dzieci.
W 1992 roku otrzymał nagrodę MEN za cykl prac z geometrii hiperbolicznej i teorii grup, a w 2003 roku wspólną z Janem Dymarą nagrodę MENiS za prace o kohomologiach budynków. W 2008 roku otrzymał Nagrodę Główną PTM im Stefana Banacha.
W 2012 wyróżniony Nagrodą Prezesa Rady Ministrów "Za osiągnięcia naukowe lub artystyczne w tym za wybitny dorobek naukowy lub artystyczny" (przyznana w 2012 za rok 2011).

W 2010 roku wygłosił wykład sekcyjny na Międzynarodowym Kongresie Matematyków ICM 2010 w Hyderabadzie.
Wypromował 6 doktorów, w tym Damiana Osajdę i Jacka Świątkowskiego.

## Dorobek naukowy
Jego dorobek naukowy liczy ponad 40 prac, w zdecydowanej większości współautorskich, które zostały opublikowane w renomowanych czasopismach międzynarodowych (m.in. Geometry & Topology, Duke Mathematical Journal, Journal of Differential Geometry, Inventiones Mathematicae i Journal of the European Mathematical Society). Obejmują one szeroki zakres zagadnień geometrii, topologii i geometrycznej teorii grup. Recenzenci dorobku naukowego prof. Januszkiewicza wyrażają opinie, że jego prace wywarły znaczący wpływ na rozwój geometrii i zawierają wiele głębokich geometrycznych idei.